# Léopold Schroeven
Léopold Henri Schroeven (Walem (Antwerpen), 21 augustus 1911 – Montignies-sur-Sambre, 12 december 1995) was een Belgisch componist, dirigent, klarinettist en saxofonist. Zijn vader was trompettist bij de plaatselijke fanfare "Concordia". Zijn broer en zuster waren ook lid van dit fanfareorkest.

## Levensloop
Schroeven kreeg de eerste muzieklessen van zijn vader. In 1927 behaalde hij aan het Mechels Conservatorium een eerste prijs notenleer en twee jaar later een eerste prijs met onderscheiding voor viool. In 1936 behaalde hij een 1e prijs met grootste onderscheiding voor klarinet en harmonie. Hij 
studeerde aan het Koninklijk Conservatorium te Gent met hoofdvak klarinet. Hij volgde nog privé-studies voor contrapunt, fuga, orkestratie en orkestdirectie. 
In 1934 werd hij klarinettist en altsaxofonist bij de Muziekkapel van het 7e Linie-Regiment. Drie jaar later klarinettist en violist bij het Groot Harmonieorkest van de Belgische Gidsen in Brussel. In 1939 behaalde hij het diploma als militaire kapelmeester en werd in 1940 dirigent van de Muziekkapel van het 3e Linie-Regiment te Oostende. Tijdelijk was hij assistent van Louis Gasia. IN 1945 werd hij dirigent van de Muziekkapel van het 11e Linie-Regiment te Hasselt. Verder was hij dirigent van navolgde militaire muziekkapellen: 1e Brigade te Gummersbach (1946), 3e Brigade (1946), Muziekkapel Binnenlandse Strijdkrachten (1951) en de Muziekkapel van de 16e Pantserdivisie. In 1963 ging hij met pensioen.
Na zijn militaire loopbaan was hij bezig als dirigent van amateur harmonieorkesten te Boom en te Hamme (Vlaams-Brabant).
Als componist schreef hij werken voor harmonieorkest.

## Composities

### Werken voor harmonie- en fanfareorkest
- 1957 Concerto Miniature, voor klarinet en harmonieorkest
- 1960 Pathetische Fantasie
- 1965 Concert ouverture
- 1970 Three Feelings-Suite, voor harmonieorkest
- Mars van de 3e Brigade
- Mars van de Binnenlandse Strijdkrachten
- Polly, voor trompet solo en harmonie- of fanfareorkest
- Verlangen - Désir, voor eufonium solo en harmonie- of fanfareorkest

## Publicaties
- Burnet C. Tuthill: Concertos for Clarinet: Annotated Listings, in: Journal of Research in Music Education, Vol. 20, No. 4 (Winter, 1972), pp. 420-437
- Thierry Levaux: Dictionnaire des compositeurs de Belgique du moyen âge à nos jours, Conseil de la Musique de la communaute français de Belgique, Ed. Art in Belgium, 2006. 736 p., ISBN 2-930338-37-7